# Université Grenoble-Alpes
Université Grenoble-Alpes, också känt som UGA, är ett franskt offentligt universitet och forskningsinstitut beläget i Grenoble i Isère.
UGA grundades 1339. Undervisningen är både teoretisk och praktisk.